# Erebuni FC
El Erebuni-Homenmen FC (en armenio: Էրեբունի-ՀՄՄ Ֆուտբոլային Ակումբ) fue un equipo de fútbol de Armenia que jugó en la Liga Premier de Armenia, la liga de fútbol más importante del país.

## Historia
Fue fundado en el año 1956 en la capital Ereván tras la separación de la Unión Soviética con el nombre SKIF Ereván, y desde la separación de la Unión Soviética tuvo varios nombres a lo largo de su historia, los cuales fueron:
- 1992-94 : HMM-Fima Yerevan
- 1995-97 : HMM Yerevan
- 1997-99 : Erebuni-HMM Yerevan
- 1999-2016 : Erebuni FC
- 2017- : Erebuni-Homenmen FC

Jugaron su primera temporada en la Liga Premier de Armenia por primera vez en el año 1993 y nunca descendieron de categoría, pero en el año 2000 desaparecieron debido a problemas financieros, sumando 9 temporadas en la máxima categoría. Estuvo a cargo de la organización de deportes y reclutamiento pan-armenio Homenmen.
En junio del 2016 el club es refundado y tomaría el lugar del FC Mika para la temporada 2016/17.
El club desaparece luego de ser expulsado de la Liga Premier de Armenia en la temporada 2018/19.

## Palmarés
- Liga Soviética de Armenia: 5

1956, 1958, 1959, 1971, 1974
- Copa Soviética de Armenia 7

1956, 1957, 1971, 1972, 1974, 1979, 1983

## Participación en competiciones de la UEFA
| Torneo             | J | G | E | P | GF | GC |
| ------------------ | - | - | - | - | -- | -- |
| UEFA Intertoto Cup | 2 | 0 | 1 | 1 | 1  | 7  |

| Temporada | Torneo             | Ronda | Club            | Ida   | Vuelta |
| --------- | ------------------ | ----- | --------------- | ----- | ------ |
| 1998      | UEFA Intertoto Cup | 1     | Torpedo Kutaisi | 0 - 6 | 1 - 1  |

- Los partidos de local aparecen en Negrita